# China en la China Cup 2017
La selección de China fue el anfitrión y uno de los cuatro equipos participantes en la China Cup 2017, torneo que se jugó en la ciudad de Nanning (China) entre el 10 de enero y el 15 de enero de 2017. Esta competición daría pie al debut del italiano Marcello Lippi al mando de la escuadra asiática, el director técnico campeón de Alemania 2006 había asumido recién en octubre de 2016 con miras a llevar al equipo de los dragones al próximo mundial que se realizará en Rusia, siendo la principal esperanza de un conjunto que se encontraba último en su grupo en la clasificatoria asiática rumbo a Rusia 2018.
El torneo fue auspiciado por la Asociación China de Fútbol, Wanda Sports Holdings, la Región Autónoma Zhuang de Guangx, Sports Bureau y el Gobierno Municipal de Nanning; y patrocinado por electrónica Gree.
La copa fue oficialmente organizada por la FIFA, y las selecciones invitadas fueron: Croacia, Islandia, equipo sorpresa de la Eurocopa 2016, y Chile equipo bicampeón de las Copa Américas 2015 y 2016.
El formato del torneo constó en que los cuatro equipos participantes jugaron un cuadrangular de eliminación directa a partido único, formando dos parejas siendo estas las semifinales del torneo en que los derrotados jugaron por el tercer lugar y los ganadores se enfrentaron por el título en la final.
En las semifinales los locales enfrentaron a Islandia, mientras que Chile se midió con Croacia. Los ganadores de ambas llaves disputaron el partido decisivo en Nanning el 15 de enero, mientras que los perdedores jugaron el partido por el premio de consuelo el 14 de enero. En su primer cotejo en la competición China salió derrotada ante los nórdicos por 2 goles  a cero con anotaciones de Kjartan Finnbogason y Aron Sigurðarson, siendo eliminada tempranamente de su copa. En el partido por el tercer puesto los anfitriones se enfrentaron a Croacia que venía de perder ante Chile por la definición a penales luego de haber empatado a 1 gol en el tiempo reglamentario. Tras un primer tiempo favorable para los europeos, en el cual tuvieron la ventaja en el marcador merced a la anotación de Luka Ivanusec, China nadó contra la corriente en busca del empate que finalmente llegaría al minuto 89 tras un cabezazo de Wang Jingbin, ya en los penales China conseguiría el triunfo luego de que su portero Shi Xiaontan tapara el remate de Josip Misić, para que posteriormente Wang Jinxian convirtiera el 4:3 definitivo en la serie.

## Lista de jugadores
A continuación la nómina de jugadores que fueron llamados para la competición. Los datos expuestos en el cuadro son cifras anteriores a la realización del torneo.
| N.º               | Nombre         | Posición      | Edad    | PJ | Goles | Club                |
| ----------------- | -------------- | ------------- | ------- | -- | ----- | ------------------- |
| 1                 | Shi Xiaotian   | Portero       | 26 años | 0  | 0     | Liaoning Whowin     |
| 12                | Zou Dehai      | Portero       | 23 años | 0  | 0     | Hangzhou Greentown  |
| 22                | Chi Wenyi      | Portero       | 28 años | 0  | 0     | Yanbian Funde       |
| 2                 | Bai Jiajun     | Defensa       | 25 años | 0  | 0     | Shanghái Greenland  |
| 3                 | Pei Shuai      | Defensa       | 23 años | 0  | 0     | Changchun Yatai     |
| 5                 | Yang Shanping  | Defensa       | 29 años | 1  | 0     | Tianjin Quanjian    |
| 6                 | Gao Zhunyi     | Defensa       | 21 años | 0  | 0     | Hebei China Fortune |
| 13                | Deng Hanwen    | Defensa       | 22 años | 0  | 0     | Nei Mongol Zhongyou |
| 23                | Fu Huan        | Defensa       | 23 años | 0  | 0     | Shanghai SIPG FC    |
| 4                 | Fan Xiaodong   | Mediocampista | 29 años | 0  | 0     | Changchun Yatai     |
| 8                 | Cai Huikang    | Mediocampista | 27 años | 18 | 0     | Shanghai SIPG FC    |
| 10                | Hu Rentian     | Mediocampista | 25 años | 1  | 1     | Tianjin Teda        |
| 11                | Yin Hongbo     | Mediocampista | 27 años | 0  | 0     | Henan Jianye FC     |
| 14                | Feng Gang      | Mediocampista | 23 años | 0  | 0     | Hangzhou Greentown  |
| 15                | Chi Zhongguo   | Mediocampista | 27 años | 0  | 0     | Yanbian Funde       |
| 17                | Cui Min        | Mediocampista | 27 años | 0  | 0     | Yanbian Funde       |
| 18                | Chen Zhongliu  | Mediocampista | 23 años | 0  | 0     | Hangzhou Greentown  |
| 19                | Cao Yunding    | Mediocampista | 27 años | 1  | 0     | Shanghái Greenland  |
| 20                | Wang Jinxian   | Mediocampista | 21 años | 0  | 0     | Dalian Yifang       |
| 21                | Hui Jiakang    | Mediocampista | 27 años | 1  | 0     | Tianjin Teda        |
| 7                 | Wang Jingbin   | Delantero     | 21 años | 0  | 0     | Fagiano Okayama     |
| 9                 | Mao Jianqing   | Delantero     | 30 años | 9  | 2     | Shanghái Greenland  |
| Bandera de Italia | Marcello Lippi | Entrenador    | 68 años | 0  | 0     |                     |

## Participación

### Semifinal

#### China - Islandia
| 10 de enero de 2017, 20:00 h | China | 0:2 (0:0) | Islandia                          | Guangxi Sports Center, Nanning                             |                                                            |
|                              |       | Reporte   | 65' Finnbogason · 89' Sigurðarson | Asistencia: 23.876 espectadores Árbitro(s): Kim Jong-hyeok | Asistencia: 23.876 espectadores Árbitro(s): Kim Jong-hyeok |

| 22         | Guardameta     | Chi Wenyi      |     |
| 6          | Defensa        | Gao Zhunyi     |     |
| 5          | Defensa        | Yang Shaping   |     |
| 13         | Defensa        | Deng Hanwen    | 65' |
| 21         | Defensa        | Hui Jiakang    | 72' |
| 8          | Centrocampista | Cai Huikang    |     |
| 11         | Centrocampista | Yin Hongbo     | 57' |
| 4          | Centrocampista | Fan Xiaodong   |     |
| 15         | Centrocampista | Chi Zhongguo   |     |
| 19         | Centrocampista | Cao Yunding    | 80' |
| 9          | Delantero      | Mao Jianqing   | 46' |
| Entrenador | Entrenador     | Marcello Lippi |     |

| 1          | Guardameta     | Hannes Þór Halldórsson  |     |
| 2          | Defensa        | Birkir Már Sævarsson    |     |
| 3          | Defensa        | Kristinn Jónsson        | 59' |
| 5          | Defensa        | Jón Guðni Fjóluson      |     |
| 6          | Defensa        | Gudlaugur Pálsson       |     |
| 10         | Centrocampista | Björn Daníel Sverrisson | 73' |
| 14         | Centrocampista | Kári Árnason            |     |
| 18         | Centrocampista | Theódór Elmar Bjarnason | 77' |
| 22         | Delantero      | Elías Már Ómarsson      | 90' |
| 8          | Delantero      | Björn Sigurðarson       | 90' |
| 11         | Delantero      | Arnór Smárason          | 59' |
| Entrenador | Entrenador     | Heimir Hallgrímsson     |     |

| 10 | Centrocampista | Hu Rentian    | 46' |
| 18 | Centrocampista | Chen Zhongliu | 57' |
| 2  | Defensa        | Bai Jiajun    | 65' |
| 20 | Centrocampista | Wang Jinxian  | 72' |
| 7  | Delantero      | Wang Jingbin  | 80' |

| 9  | Delantero      | Kjartan Finnbogason    | 59' |
| 20 | Defensa        | Böðvar Böðvarsson      | 59' |
| 7  | Centrocampista | Aron Sigurðarson       | 73' |
| 17 | Delantero      | Óttar Magnús Karlsson  | 77' |
| 21 | Delantero      | Albert Guðmundsson     | 90' |
| 4  | Defensa        | Orri Sigurður Ómarsson | 90' |

| Amonestado | 8' | Deng Hanwen |

| Amonestado | 79' | Birkir Már Sævarsson |

| Anotado | 65' | Finnbogason | 0 - 1 |
| Anotado | 89' | Sigurðarson | 0 - 2 |

| Árbitro             | Kim Jong-hyeok  |
| Árbitros asistentes | Kim Young-ha    |
| Árbitros asistentes | Yoon Kwang-yeol |
| Cuarto árbitro      | Ko Hyung-jin    |

| 22         | Guardameta     | Chi Wenyi      |     |
| 6          | Defensa        | Gao Zhunyi     |     |
| 5          | Defensa        | Yang Shaping   |     |
| 13         | Defensa        | Deng Hanwen    | 65' |
| 21         | Defensa        | Hui Jiakang    | 72' |
| 8          | Centrocampista | Cai Huikang    |     |
| 11         | Centrocampista | Yin Hongbo     | 57' |
| 4          | Centrocampista | Fan Xiaodong   |     |
| 15         | Centrocampista | Chi Zhongguo   |     |
| 19         | Centrocampista | Cao Yunding    | 80' |
| 9          | Delantero      | Mao Jianqing   | 46' |
| Entrenador | Entrenador     | Marcello Lippi |     |

| 1          | Guardameta     | Hannes Þór Halldórsson  |     |
| 2          | Defensa        | Birkir Már Sævarsson    |     |
| 3          | Defensa        | Kristinn Jónsson        | 59' |
| 5          | Defensa        | Jón Guðni Fjóluson      |     |
| 6          | Defensa        | Gudlaugur Pálsson       |     |
| 10         | Centrocampista | Björn Daníel Sverrisson | 73' |
| 14         | Centrocampista | Kári Árnason            |     |
| 18         | Centrocampista | Theódór Elmar Bjarnason | 77' |
| 22         | Delantero      | Elías Már Ómarsson      | 90' |
| 8          | Delantero      | Björn Sigurðarson       | 90' |
| 11         | Delantero      | Arnór Smárason          | 59' |
| Entrenador | Entrenador     | Heimir Hallgrímsson     |     |

| 10 | Centrocampista | Hu Rentian    | 46' |
| 18 | Centrocampista | Chen Zhongliu | 57' |
| 2  | Defensa        | Bai Jiajun    | 65' |
| 20 | Centrocampista | Wang Jinxian  | 72' |
| 7  | Delantero      | Wang Jingbin  | 80' |

| 9  | Delantero      | Kjartan Finnbogason    | 59' |
| 20 | Defensa        | Böðvar Böðvarsson      | 59' |
| 7  | Centrocampista | Aron Sigurðarson       | 73' |
| 17 | Delantero      | Óttar Magnús Karlsson  | 77' |
| 21 | Delantero      | Albert Guðmundsson     | 90' |
| 4  | Defensa        | Orri Sigurður Ómarsson | 90' |

| Amonestado | 8' | Deng Hanwen |

| Amonestado | 79' | Birkir Már Sævarsson |

| Anotado | 65' | Finnbogason | 0 - 1 |
| Anotado | 89' | Sigurðarson | 0 - 2 |

| Árbitro             | Kim Jong-hyeok  |
| Árbitros asistentes | Kim Young-ha    |
| Árbitros asistentes | Yoon Kwang-yeol |
| Cuarto árbitro      | Ko Hyung-jin    |

|  |

### Definición del tercer puesto

#### China - Croacia
| 14 de enero de 2017, 15:35 | China                                                                  | 1:1 (0:1) (4:3 p.)         | Croacia                                          | Guangxi Sports Center, Nanning                           |                                                          |
|                            | Wang Jingbin 89'                                                       | Reporte                    | Ivanušec 36'                                     | Asistencia: 25 576 espectadores Árbitro(s): Ko Hyung-jin | Asistencia: 25 576 espectadores Árbitro(s): Ko Hyung-jin |
|                            |                                                                        | Tiros desde el punto penal |                                                  |                                                          |                                                          |
|                            | Yin Hongbo · Chi Zhongguo · Fan Xiaodong · Wang Jingbin · Wang Jinxian |                            | Pivarić · Ozobić · Perošević · Juranović · Mišić |                                                          |                                                          |

| 1          | Guardameta     | Shi Xiaontan   |     |
| 13         | Defensa        | Deng Hanwen    |     |
| 6          | Defensa        | Gao Zhunyi     | 46' |
| 5          | Defensa        | Yang Shanping  | 65' |
| 3          | Defensa        | Pei Shuai      |     |
| 21         | Centrocampista | Hui Jiakang    | 76' |
| 4          | Centrocampista | Fan Xiaodong   |     |
| 8          | Centrocampista | Cai Huikang    | 46' |
| 11         | Centrocampista | Yin Hongbo     |     |
| 17         | Delantero      | Cui Min        |     |
| 15         | Delantero      | Chi Zhongguo   |     |
| Entrenador | Entrenador     | Marcello Lippi |     |

| 12         | Guardameta     | Andrej Prskalo  |       |
| 17         | Defensa        | Josip Juranović |       |
| 4          | Defensa        | Toni Datković   |       |
| 13         | Defensa        | Jakov Filipovic |       |
| 3          | Defensa        | Borna Barišić   | 90+1' |
| 15         | Centrocampista | Josip Misić     |       |
| 8          | Centrocampista | Domagoj Antolić | 65'   |
| 14         | Centrocampista | Luka Ivanusec   | 80'   |
| 19         | Centrocampista | Josip Pivarić   |       |
| 16         | Delantero      | Fran Tudor      | 68'   |
| 9          | Delantero      | Mirko Marić     | 46'   |
| Entrenador | Entrenador     | Ante Čačić      |       |

| 14 | Centrocampista | Feng Gang    | 46' |
| 10 | Centrocampista | Hu Rentian   | 46' |
| 20 | Centrocampista | Wang Jinxian | 65' |
| 7  | Delantero      | Wang Jingbin | 76' |

| 10 | Centrocampista | Franko Andrijašević | 46'   |
| 11 | Delantero      | Antonio Perosević   | 65'   |
| 7  | Centrocampista | Mario Situm         | 68'   |
| 6  | Defensa        | Nikola Matas        | 80'   |
| 18 | Centrocampista | Filip Ozobić        | 90+1' |

|              |                          | 0:1 | Acierto de penal         | Josip Pivarić     |  |  |
| Yin Hongbo   | Acierto de penal         | 1:1 |                          |                   |  |  |
|              |                          | 1:2 | Acierto de penal         | Filip Ozobić      |  |  |
| Chi Zhongguo | Acierto de penal         | 2:2 |                          |                   |  |  |
|              |                          | 2:2 | Fallo de penal (Fallado) | Antonio Perosević |  |  |
| Fan Xiaodong | Fallo de penal (Atajado) | 2:2 |                          |                   |  |  |
|              |                          | 2:3 | Acierto de penal         | Josip Juranović   |  |  |
| Wang Jingbin | Acierto de penal         | 3:3 |                          |                   |  |  |
|              |                          | 3:3 | Fallo de penal (Atajado) | Josip Misić       |  |  |
| Wang Jinxian | Acierto de penal         | 4:3 |                          |                   |  |  |

| Amonestado | 44' | Hui Jiakang |

| Amonestado | 48' | Fran Tudor      |
| Amonestado | 53' | Domagoj Antolić |

| Anotado | 89' | Wang Jingbin | 1 - 1 |

| Anotado | 36' | Luka Ivanusec | 0 - 1 |

| Árbitro             | Ko Hyung-jin   |
| Árbitros asistentes | Kim Young-ha   |
| Árbitros asistentes | Kwang-yeol     |
| Cuarto árbitro      | Kim Jong-hyeok |

| 1          | Guardameta     | Shi Xiaontan   |     |
| 13         | Defensa        | Deng Hanwen    |     |
| 6          | Defensa        | Gao Zhunyi     | 46' |
| 5          | Defensa        | Yang Shanping  | 65' |
| 3          | Defensa        | Pei Shuai      |     |
| 21         | Centrocampista | Hui Jiakang    | 76' |
| 4          | Centrocampista | Fan Xiaodong   |     |
| 8          | Centrocampista | Cai Huikang    | 46' |
| 11         | Centrocampista | Yin Hongbo     |     |
| 17         | Delantero      | Cui Min        |     |
| 15         | Delantero      | Chi Zhongguo   |     |
| Entrenador | Entrenador     | Marcello Lippi |     |

| 12         | Guardameta     | Andrej Prskalo  |       |
| 17         | Defensa        | Josip Juranović |       |
| 4          | Defensa        | Toni Datković   |       |
| 13         | Defensa        | Jakov Filipovic |       |
| 3          | Defensa        | Borna Barišić   | 90+1' |
| 15         | Centrocampista | Josip Misić     |       |
| 8          | Centrocampista | Domagoj Antolić | 65'   |
| 14         | Centrocampista | Luka Ivanusec   | 80'   |
| 19         | Centrocampista | Josip Pivarić   |       |
| 16         | Delantero      | Fran Tudor      | 68'   |
| 9          | Delantero      | Mirko Marić     | 46'   |
| Entrenador | Entrenador     | Ante Čačić      |       |

| 14 | Centrocampista | Feng Gang    | 46' |
| 10 | Centrocampista | Hu Rentian   | 46' |
| 20 | Centrocampista | Wang Jinxian | 65' |
| 7  | Delantero      | Wang Jingbin | 76' |

| 10 | Centrocampista | Franko Andrijašević | 46'   |
| 11 | Delantero      | Antonio Perosević   | 65'   |
| 7  | Centrocampista | Mario Situm         | 68'   |
| 6  | Defensa        | Nikola Matas        | 80'   |
| 18 | Centrocampista | Filip Ozobić        | 90+1' |

|              |                          | 0:1 | Acierto de penal         | Josip Pivarić     |  |  |
| Yin Hongbo   | Acierto de penal         | 1:1 |                          |                   |  |  |
|              |                          | 1:2 | Acierto de penal         | Filip Ozobić      |  |  |
| Chi Zhongguo | Acierto de penal         | 2:2 |                          |                   |  |  |
|              |                          | 2:2 | Fallo de penal (Fallado) | Antonio Perosević |  |  |
| Fan Xiaodong | Fallo de penal (Atajado) | 2:2 |                          |                   |  |  |
|              |                          | 2:3 | Acierto de penal         | Josip Juranović   |  |  |
| Wang Jingbin | Acierto de penal         | 3:3 |                          |                   |  |  |
|              |                          | 3:3 | Fallo de penal (Atajado) | Josip Misić       |  |  |
| Wang Jinxian | Acierto de penal         | 4:3 |                          |                   |  |  |

| Amonestado | 44' | Hui Jiakang |

| Amonestado | 48' | Fran Tudor      |
| Amonestado | 53' | Domagoj Antolić |

| Anotado | 89' | Wang Jingbin | 1 - 1 |

| Anotado | 36' | Luka Ivanusec | 0 - 1 |

| Árbitro             | Ko Hyung-jin   |
| Árbitros asistentes | Kim Young-ha   |
| Árbitros asistentes | Kwang-yeol     |
| Cuarto árbitro      | Kim Jong-hyeok |

|  |

## Estadísticas

### Participación de jugadores
| #  | Nombre        | Posición      | PJ | Min |   |   |   |
| -- | ------------- | ------------- | -- | --- | - | - | - |
| 1  | Shi Xiaontan  | Portero       | 1  | 90  | 0 | 0 | 0 |
| 22 | Chi Wenyi     | Portero       | 1  | 90  | 0 | 0 | 0 |
| 2  | Bai Jiajun    | Defensa       | 1  | 25  | 0 | 0 | 0 |
| 3  | Pei Shuai     | Defensa       | 1  | 90  | 0 | 0 | 0 |
| 5  | Yang Shaping  | Defensa       | 2  | 155 | 0 | 0 | 0 |
| 6  | Gao Zhunyi    | Defensa       | 2  | 136 | 0 | 0 | 0 |
| 13 | Deng Hanwen   | Defensa       | 2  | 155 | 0 | 1 | 0 |
| 4  | Fan Xiaodong  | Mediocampista | 2  | 180 | 0 | 0 | 0 |
| 8  | Cai Huikang   | Mediocampista | 2  | 136 | 0 | 0 | 0 |
| 10 | Hu Rentian    | Mediocampista | 2  | 88  | 0 | 0 | 0 |
| 11 | Yin Hongbo    | Mediocampista | 2  | 147 | 0 | 0 | 0 |
| 14 | Feng Gang     | Mediocampista | 1  | 44  | 0 | 0 | 0 |
| 15 | Chi Zhongguo  | Mediocampista | 2  | 180 | 0 | 0 | 0 |
| 17 | Cui Min       | Mediocampista | 1  | 90  | 0 | 0 | 0 |
| 18 | Chen Zhongliu | Mediocampista | 1  | 33  | 0 | 0 | 0 |
| 19 | Cao Yunding   | Mediocampista | 1  | 80  | 0 | 0 | 0 |
| 20 | Wang Jinxian  | Mediocampista | 2  | 43  | 0 | 0 | 0 |
| 21 | Hui Jiakang   | Mediocampista | 2  | 148 | 0 | 1 | 0 |
| 7  | Wang Jingbin  | Delantero     | 2  | 24  | 1 | 0 | 0 |
| 9  | Mao Jianqing  | Delantero     | 1  | 46  | 0 | 0 | 0 |

### Goleadores
| Jugador      | Equipo          | Goles |
| ------------ | --------------- | ----- |
| Wang Jingbin | Fagiano Okayama | 1     |

### Asistentes
| Jugador     | Equipo              | Asistencias |
| ----------- | ------------------- | ----------- |
| Deng Hanwen | Nei Mongol Zhongyou | 1           |